# Orfano da AIDS

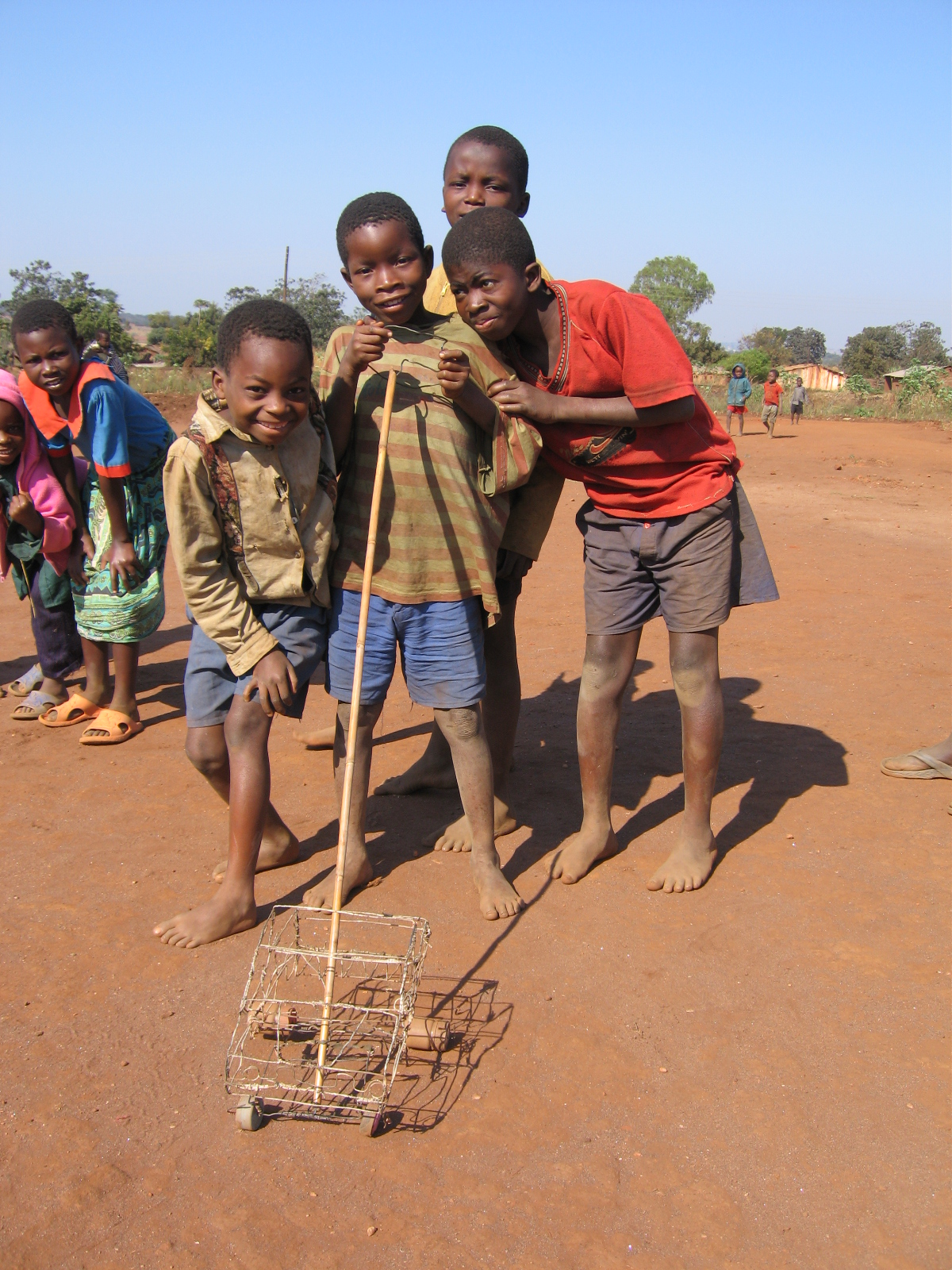
Orfani a causa dell'AIDS in Malawi

Con l'espressione orfano da AIDS (AIDS orphan in inglese) si indica un minore orfano di uno o di entrambi i genitori a causa dell'AIDS.
Secondo le statistiche del Programma delle Nazioni Unite per l'AIDS/HIV (UNAIDS), dell'Organizzazione mondiale della sanità (OMS) e del Fondo delle Nazioni Unite per l'infanzia (UNICEF), il termine è utilizzato per quei minori la cui madre sia deceduta di AIDS prima del compimento del quindicesimo anno dello stesso, a prescindere dal fatto che il padre del minore sia ancora in vita o meno. In base a tale classificazione risulta che circa l'80% degli orfani da AIDS hanno ancora almeno un genitore in vita.
Si stima vi siano circa 70 000 nuovi orfani da AIDS ogni anno: entro la fine del 2010 la cifra totale dei minori resi orfani dall'AIDS raggiungerà i 20 milioni.
Dal momento che l'AIDS colpisce principalmente la popolazione sessualmente attiva i decessi a causa dell'AIDS colpiscono spesso persone che sono anche la principale fonte di reddito per la propria famiglia. Di conseguenza gli orfani da AIDS dipendono, soprattutto in Africa, dalle strutture statali.
Nel 2007 il più alto numero di orfani a causa dell'AIDS si è registrato in Sudafrica (tenendo conto del fatto che nelle statistiche relative a quel paese vengono indicati come orfani da AIDS minori fino all'età di 18 anni che abbiano perduto uno qualsiasi dei due genitori). Nel 2005 il più alto numero di orfani dovuti all'AIDS rispetto al numero totale di orfani del Paese è stato registrato in Zimbabwe.